# Panderichthys
Panderichtys foi um gênero de peixes que viveu durante o período Devoniano superior (Frasniano), há 380 milhões de anos, onde hoje é a Letônia. Media entre 90 e 130 cm e possuía uma grande cabeça, semelhante às cabeças de tetrápodes. Os Panderichthys exibiam características transicionais entre os peixes Sarcopterygii e os primeiros tetrápodes, como o Acanthostega. A evolução dos peixes para tetrápodes terrestres requereu muitas alterações fisiológicas, como pernas e coanas. Fósseis bem preservados de Panderichthys apresentam claramente algumas dessas formas transicionais, fazendo do Panderichtys uma importante e rara descoberta para a história da vida.
Peixes como o Panderichtys foram os acestrais de todos os vertebrados terrestes que respiram ar, incluindo humanos. Uma das mais notáveis características dos Panderichtys era seu espiráculo, um tubo vertical usado para respitar água pelo topo da cabeça, enquanto o corpo estivesse submerso em lama. Este espiráculo é um órgão transicional que levou ao desenvolvimento do estribo, um dos três ossos do ouvido médio humano.
Exames recentes de fósseis de Panderichthys utilizando tomografia computadorizada encontraram quatro ossos radiais distais, claramente diferenciados, ao fim da estrutura das barbatanas. Esses ossos, análogos a dedos, não apresentam articulações e são bem curtos, mas, de qualquer forma, já apresentam um estágio intermediário entre barbatanas de peixes e de tetrápodes.